# 約翰·哈索恩·霍爾
約翰·哈索恩·霍爾爵士（英語： GCMG DSO OBE MC；1894年6月19日—1979年6月17日），大英帝國行政官員。
1927年，霍爾與托弗里達·特雷文寧·米爾斯（Torfrida Trevenen Mills）結婚。1933年，他獲委任為巴勒斯坦託管地布政司。1934及1937年，他兩度在高級專員出缺期間擔任託管地政府行政官。
1936年4月，阿拉伯人發起大暴動，持續了三年。霍爾爵士在任期間領導託管地政府採取積極措施以平息暴亂。
他後來擔任以下職位：
- 桑給巴爾參政司（1937年10月–1940年）[5]
- 亞丁總督暨三軍總司令（1940年10月24日– 1945年1月1日）[6]
- 烏干達總督暨三軍總司令（1945年1月1日–1952年1月17日）[7]

## 外部連結
- War Diary of Archibald Gordon Macgregor （页面存档备份，存于） – includes several brief mentions and a description of Captain Hall during World War I.